# Langue des signes malaisienne
La langue des signes malaisienne (en malais Bahasa Isyarat Malaysia, BIM) est la langue des signes utilisée par les sourds et leurs proches en Malaisie.

## Histoire
En 1998, cette langue est nommée langue des signes malaisienne en même temps que la création de la Fédération des Sourds de Malaisie[réf. souhaitée]. Avant 1998, la langue des signes était cependant utilisée par la communauté sourde, mais sans son nom officiel. Sa base est d'abord influencée par la langue des signes américaine puis aujourd’hui sa base devient celle de la langue des signes indonésienne[réf. souhaitée].